# 歌雅山高速公路
歌雅山高速公路（英語：Gore Hill Freeway）是澳洲新南威爾斯州雪梨的一條高速公路，長4（2.5英里）。
該道路旨在減輕太平洋公路的交通流量，繞過聖倫納茲及歌雅山。

## 外部連結
- Merton, Mark.  (aerial images). Sydney Images.   [2024-04-26]. （原始内容存档于2024-04-26）.